# Henri Féréol
Henri Féréol, né le 8 avril 1894 à Soissons et mort le 30 novembre 1962 à Paris 18e, est un journaliste parlementaire et résistant français proche de Marc Sangnier.

## Biographie
Il entre tout d'abord comme ouvrier typographe à l'imprimerie « La Démocratie » dont le directeur est alors Marc Sangnier. Mobilisé, il est blessé à Verdun en 1916 et intègre alors l'aviation comme pilote de chasse. À l'issue de la Première Guerre mondiale, décoré de la Croix de Guerre et de la médaille militaire, il retourne à la presse.
Dès 1940, il entre en résistance sous le pseudonyme de Sauvage. Il fonde avec Maurice Lacroix et Raymond Burgard l'un des premiers journaux clandestins : Valmy et collabore à sa rédaction. Il organise le rassemblement du 11 mai 1941 place des Pyramides et participe aux activités du Groupe de la rue de Lille.  Il aide les réfractaires du S.T.O. et des prisonniers de guerre en les munissant de faux papiers et de cartes de ravitaillement ; et transmet à Londres des renseignements militaires. Lorsque le réseau Valmy est démantelé, il participe à la fondation du groupe « Résistance ».
Après la Seconde Guerre mondiale, il devient journaliste et se voit chargé de chroniques parlementaires. Il meurt à Paris le 30 novembre 1962,,.

## Distinctions
- Chevalier de la Légion d'honneur (29 décembre 1948)[1]
- Médaille militaire
- Croix de guerre 1914–1918
- Médaille de la Résistance française (3 aout 1946)[5]